# Partito Fascista Repubblicano
Der Partito Fascista Repubblicano (kurz PFR; deutsch die Republikanisch-Faschistische Partei) war von September 1943 bis Mai 1945 die Staatspartei des faschistischen Marionettenstaates der Italienischen Sozialrepublik (RSI) in Nord- und Mittelitalien. Der PFR war die Nachfolgepartei des Partito Nazionale Fascista (PNF), der im Sommer 1943 nach dem Sturz Mussolinis von der neuen Regierung Badoglio verboten wurde.

## Geschichte
Nach der Befreiung Mussolinis („Unternehmen Eiche“) im September 1943 errichtete das Deutsche Reich in den von der Wehrmacht besetzten Gebieten Norditaliens einen Marionettenstaat, die Italienische Sozialrepublik („Republik von Salò“), in der dann die Partei am 13. September gegründet wurde, als Nachfolger der vorher über ganz Italien herrschenden Nationalen Faschistischen Partei. Diese war zuvor in Folge des Sturzes von Mussolini verboten worden. Unter der Führung von Staats- und Regierungschef Benito Mussolini amtierte Alessandro Pavolini als Parteisekretär, der die Partei mit der Aufstellung der Schwarzen Brigaden militarisierte. 
Der erste Parteitag fand zwischen dem 14. und 15. November 1943 in Verona im Castelvecchio statt, bei dem im Manifest von Verona die Leitlinien des Regierungsprogramms unter Mitarbeit des deutschen Generalbevollmächtigten in Italien Rudolf Rahn verabschiedet wurden. Darin wurden unter anderem die Juden zu Staatsfeinden erklärt, was die Judenverfolgung in der Italienischen Sozialrepublik sanktionierte.
Mit der Erschießung Mussolinis durch die Resistenza und der Auflösung der RSI verschwand auch die PFR im April 1945.